# Bourguignon-lès-la-Charité
Bourguignon-lès-la-Charité is een gemeente in het Franse departement Haute-Saône (regio Bourgogne-Franche-Comté) en telt 135 inwoners (2011). De plaats maakt deel uit van het arrondissement Vesoul.

## Geografie
De oppervlakte van Bourguignon-lès-la-Charité bedraagt 4,2 km², de bevolkingsdichtheid is 32,1 inwoners per km².
De onderstaande kaart toont de ligging van Bourguignon-lès-la-Charité met de belangrijkste infrastructuur en aangrenzende gemeenten.

## Demografie
Onderstaande figuur toont het verloop van het inwonertal (bron: INSEE-tellingen).

1. ↑  Populations de référence 2022.